# Transistor d'efecte de camp orgànic

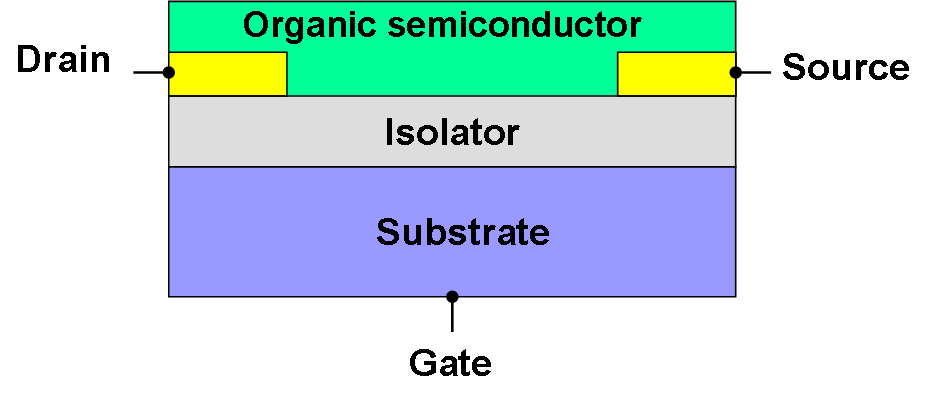
Esquema d'un OFET

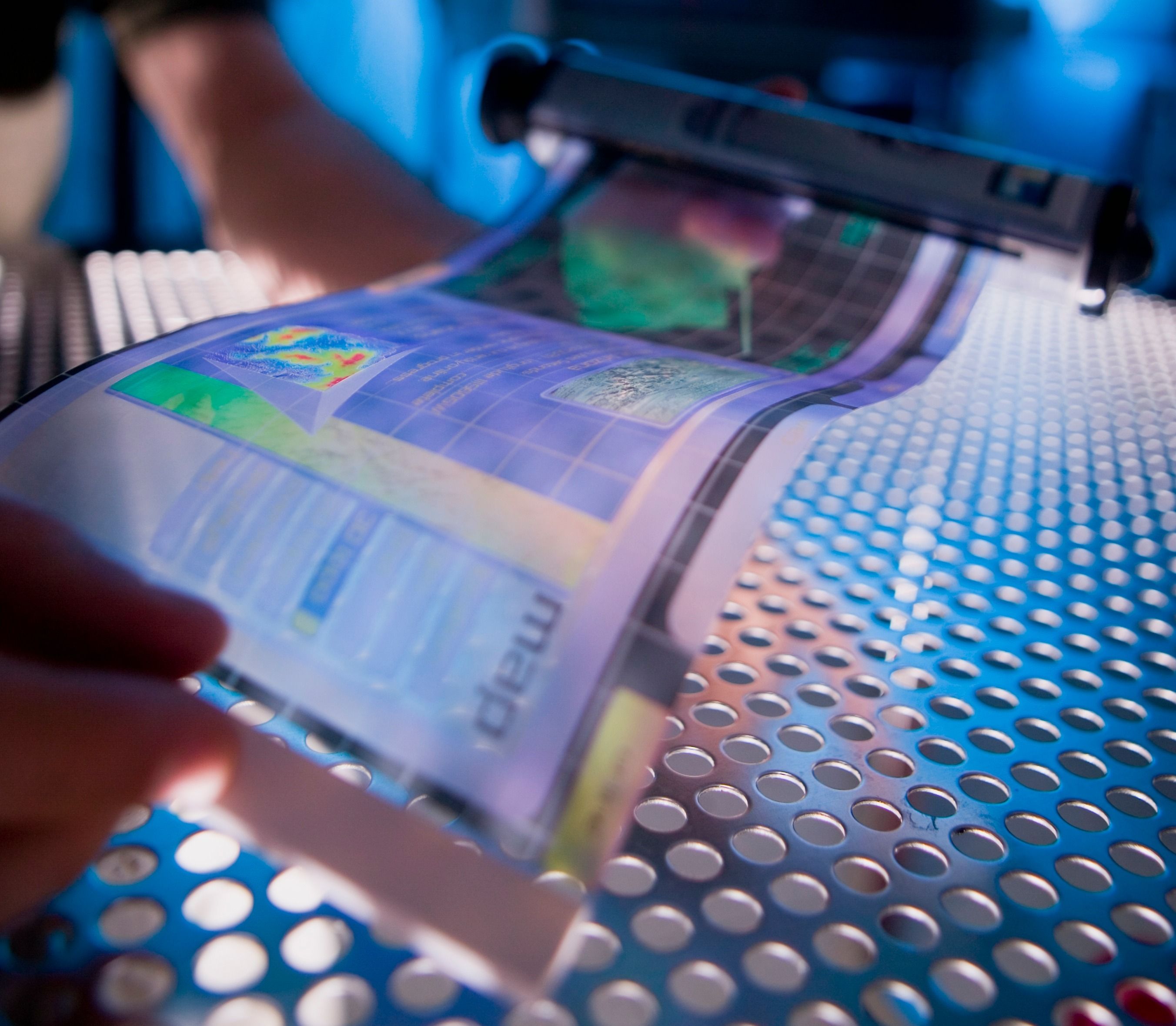
Pantalla flexible de tecnologia OFET

El transistor d'efecte de camp orgànic o OFET (en anglès: organic field-effect transistor) és una nova tecnologia, més ràpida i més econòmica, descoberta als laboratoris d'International Business Machines IBM, en què s'utilitzen materials d'origen orgànic, en lloc dels clàssics germani, silici, gal·li, etc.
L'enginyeria electrònica té l'enfocament i la missió de crear dispositius que satisfacin necessitats de la manera més ràpida, eficient i barata. A finals dels anys quaranta va sorgir el que seria la base de la indústria electrònica: el transistor, i a partir d'aquest moment, el món començaria a ser testimonis d'avenços tecnològics a passos de gegant.
El maig de 2007, Sony Corporation va anunciar la primera pantalla de vídeo flexible, on tant els transistors en film com els díodes emissors de llum van ser fets de materials orgànics.
Es pretén que ara els transistor siguin d'origen orgànic i amb això el cost de producció es redueix notablement, no hi ha tanta probabilitat d'error com passa en un transistor de silici i la característica més funcional: la seva rapidesa de transmissió. Això es va descobrir en un centre d'investigació de la International Business Machines IBM a Yorktown Heights, NY, on el Químic i Doctor en Física Aplicada ja havia trobat que alguns materials amb els quals havia estat treballant tenien característiques de tipus electrònic que es va proposar investigar amb la Doctora Cherie Kagan. La investigació va desembocar en què va ser possible manipular la rapidesa amb què es mouen les càrregues podent arribar augmentar-la fins aproximadament quatre vegades la velocitat dels transistors de silici.